# Graphigona regina
Graphigona regina là một loài bướm đêm trong họ Noctuidae.